# ذباب العث ثلاثي الأسنة
ذباب العث ثلاثي الأسنة (الاسم العلمي:Psychoda thrinax) هو نوع من الحشرات يتبع جنس فراشي المظهر من فصيلة فراشيات المظهر.